# Milotartessus sananas
Milotartessus sananas är en insektsart som beskrevs av William Lucas Distant 1912. Milotartessus sananas ingår i släktet Milotartessus och familjen dvärgstritar. Inga underarter finns listade i Catalogue of Life.